# Stella Kowalski
Pour les articles homonymes, voir Kowalski.
 (avril 2008).
Si vous disposez d'ouvrages ou d'articles de référence ou si vous connaissez des sites web de qualité traitant du thème abordé ici, merci de compléter l'article en donnant les références utiles à sa vérifiabilité et en les liant à la section « Notes et références ».
Stella Kowalski, née DuBois, est un personnage de fiction de la pièce Un tramway nommé Désir (A Streetcar Named Desire) de Tennessee Williams.

## Histoire du personnage
Stella — comme sa sœur Blanche — est issue d'une famille aristocratique rattachée à la plantation "Belle-Rêve" où elle a grandi. Alors que Blanche y demeure, Stella s'installe dans le Vieux carré, quartier alors populaire de La Nouvelle-Orléans où elle rencontre et épouse Stanley Kowalski, dont elle tombe enceinte. 
Lorsque sa sœur, qui a dû hypothéquer la plantation familiale, se réfugie chez elle et Stanley, celui-ci (qui a l'habitude des bars et du poker entre amis) supporte peu les manières distinguées de Blanche. Un soir d'ivresse, il va même jusqu'à la violer — ce que ne croira jamais Stella, qui envoie finalement sa sœur en hôpital psychiatrique.
À la fin du film, il semblerait qu'elle choisisse de fuir avec son enfant, mais le doute subsiste : restera-t-elle avec Stanley ?

## Actrices ayant joué au cinéma le rôle de Stella Kowalski
- Kim Hunter : Un tramway nommé Désir de Elia Kazan (1951)
- Beverly D'Angelo : A Streetcar Named Desire (TV) de John Erman (1984)
- Diane Lane : A Streetcar Named Desire (TV) de Glenn Jordan (1995)
- Elizabeth Futral : A Streetcar Named Desire (TV) de Kirk Browning (1998)